# Carl Mayer
Carl Mayer (Graz, 20 novembre 1894 – Londra, 1º luglio 1944) è stato uno sceneggiatore austriaco, figura di spicco dell'espressionismo cinematografico.

## Vita e opere
Rimane orfano a sedici anni (suo padre, un ricco affarista austriaco illuso di aver trovato un metodo scientifico per vincere a carte, si suiciderà dopo aver perso tutto al gioco) e per mantenere la sua famiglia si ritrova per strada a fare ritratti e a recitare piccole parti in alcuni teatri di provincia. Nel 1919 inizia a frequentare il Teatro di stato di Berlino diretto da Hans Janowitz, che lo introduce alle tendenze espressioniste del teatro tedesco. Convinti entrambi delle straordinarie potenzialità espressive del cinema in chiave espressionista, i due progettano e scrivono insieme il primo film espressionista nella storia: Il gabinetto del dottor Caligari. Per la realizzazione del film i due contattarano il produttore Erich Pommer che affidò le scenografie al pittore Walter Roehrig e la regia al giovane Fritz Lang. Visto però l'indisponibilità di quest'ultimo il film fu poi affidato a Robert Wiene. 
Caligari ebbe subito un grosso impatto sulla cinematografia tedesca e Mayer divenne la figura di riferimento della nuova tendenza. La sua collaborazione con Wiene proseguirà, sulla scia del film precedente, con  Genuine del 1920. Tuttavia già l'anno successivo Mayer si allontanerà dall'"ortodossia espressionista", per creare una sua trasposizione cinematografica del Kammerspiel, la corrente teatrale lanciata nel 1906 da Max Reinhardt proprio al Teatro di stato di Berlino. Pur mantenendo molte affinità con l'espressionismo il Kammerspiel cinematografico di Mayer era caratterizzato da un approccio ai personaggi più introspettivo che simbolico, da scenografie più realistiche, e da una recitazione meno enfatica. Il film capostipite di questo genere può essere considerato  La rotaia (Scherben) diretto da Lupu Pick nel 1921, mentre il film più rappresentativo è certamente L'ultima risata (Der letzte Mann) diretto da Friedrich Wilhelm Murnau nel 1924. Il sodalizio con Murnau era iniziato già nel 1920 con il film Il gobbo e la ballerina (Der Bucklige un die Tanzerin) ed era proseguito nel 1921 con Il castello di Vogelod (Schloß Vogelöd), entrambi oggi perduti.
Sempre con lui realizzerà altri tre film: Tartufo (Herr Tartüff) nel 1926 e, dopo che entrambi si trasferiranno l'anno seguente negli Stati Uniti, Aurora (Sunrise) nel 1927 e ancora I quattro diavoli (4 Devils) (1928).

## Filmografia parziale
- Il gabinetto del dottor Caligari (Das Cabinet des Dr. Caligari), regia di Robert Wiene (1919)
- Il gobbo e la ballerina (Der Bucklige und die Tänzerin), regia di Friedrich Wilhelm Murnau (1920)
- Genuine (Genuine), regia di Robert Wiene (1920)
- Il castello di Vogelod (Schloß Vogelöd), regia di Friedrich Wilhelm Murnau (1921)
- Danton, regia di Dimitri Buchowetzki (1921)
- La rotaia (Scherben), regia di Lupu Pick (1921)
- La scala di servizio, regia di Leopold Jessner (Hintertreppe) (1921)
- Vanina oder Die Galgenhochzeit, regia di Arthur von Gerlach (1922)
- La notte di San Silvestro (Sylvester), regia di Lupu Pick (1923)
- Erdgeist, regia di Leopold Jessner (1923)
- L'ultima risata (Der letzte Mann), regia di Friedrich Wilhelm Murnau (1924)
- Tartufo (Herr Tartüff), regia Friedrich Wilhelm Murnau (1925)
- Aurora (Sunrise: A Song of Two Humans), regia di Friedrich Wilhelm Murnau (1927)
- I quattro diavoli (4 Devils), regia di Friedrich Wilhelm Murnau (1928)
- Fräulein Else, regia di Paul Czinner (1929)
- Notti sul Bosforo (Der Mann, der den Mord beging), regia di Kurt Bernhardt  (1931)
- La bella maledetta (Das blaue Licht), regia di Leni Riefenstahl (1932)